# Рей Нельсон
Рей Не́льсон (англ. Radell Faraday "Ray" Nelson; 3 жовтня 1931 — 30 листопада 2022) — американський письменник-фантаст та карикатурист. Найвідоміший його короткий твір 1963 р. «О восьмій годині ранку», який був екранізований Джоном Карпентером у фільмі 1988 року «Вони живуть». Один із романів автора — «Захоплення Ганімеда» написаний у співавторстві з Філіпом К. Діком. Разом із Роландом Ґріном та Менном Лі Стоксом є автором серії фантастичних романів про пригоди Річарда Блейда.